# Eyvind Johan-Svendsen
Eyvind Johan-Svendsen, född 5 januari 1896 i Köpenhamn, död 10 oktober 1946, var en dansk skådespelare.
Eyvind Johan-Svendsen var son till Johan Svendsen. Han var 1915–1917 elev vid Det Kongelige Teater, 1917–1926 anställd vid Dagmarteatret och 1926–1939 vid Det Kongelige Teater. Strax efter ha gått ur elevskolan uppmärksammades han för sin starkt personliga egenartade gestaltningsförmåga och sin intensiva rollinlevelse. Bland hans roller märks Hamlet, Per Gynt, Tordenskjold i Adam Oehlenschlägers pjäs, Falk i Kärlekens komedi, Maurice i Brott och brott, Mortimer i Maria Stuart, Napoleon i Maria Walewska, soldaten i Graven under triumfbågen, Maurice i Herr Lamberthier, Herodes i En idealist och Arne i Kvinnorna på Niskavuori.